# 陶鎔 (天順進士)
陶鎔（1430年—1489年），字汝器，武功中衛軍籍，治《春秋》，年二十八歲中式天順元年丁丑科第三甲第一百二十六名進士。五月初八日生，行二，曾祖陶貴；祖陶進宗；父陶仁；母徐氏。具慶下，妻曹氏，兄清，弟淮；澄；淋。由國子生中式順天府鄉試第二百四十二名舉人，會試中式第九十五名。